# Courmelles
Courmelles ist eine französische Gemeinde mit 1.831 Einwohnern (Stand: 1. Januar 2022) im Département Aisne in der Region Hauts-de-France. Sie gehört zum Arrondissement Soissons und zum Kanton Soissons-2. 

## Geographie
Die Gemeinde Courmelles liegt am Fluss Crise und ist ein südlicher Vorort der Stadt Soissons. Nachbargemeinden von Courmelles sind Vauxbuin im Nordwesten und Norden, Soissons im Norden, Belleu im Nordosten, Noyant-et-Aconin im Osten und Südosten, Berzy-le-Sec im Süden, Ploisy im Südwesten, Missy-aux-Bois im Südwesten und Westen sowie Saconin-et-Breuil im Westen.

## Bevölkerungsentwicklung
| Jahr                       | 1962 | 1968 | 1975 | 1982 | 1990 | 1999 | 2006 | 2012 | 2021 |
| Einwohner                  | 1019 | 963  | 1973 | 2101 | 1915 | 1659 | 1705 | 1716 | 1854 |
| Quellen: Cassini und INSEE |      |      |      |      |      |      |      |      |      |

## Wirtschaft und Infrastruktur
Im Gemeindegebiet liegt der Flugplatz Soissons - Courmelles.

## Sehenswürdigkeiten
- Kirche Saint-Georges aus dem 12. Jahrhundert, Monument historique seit 1907

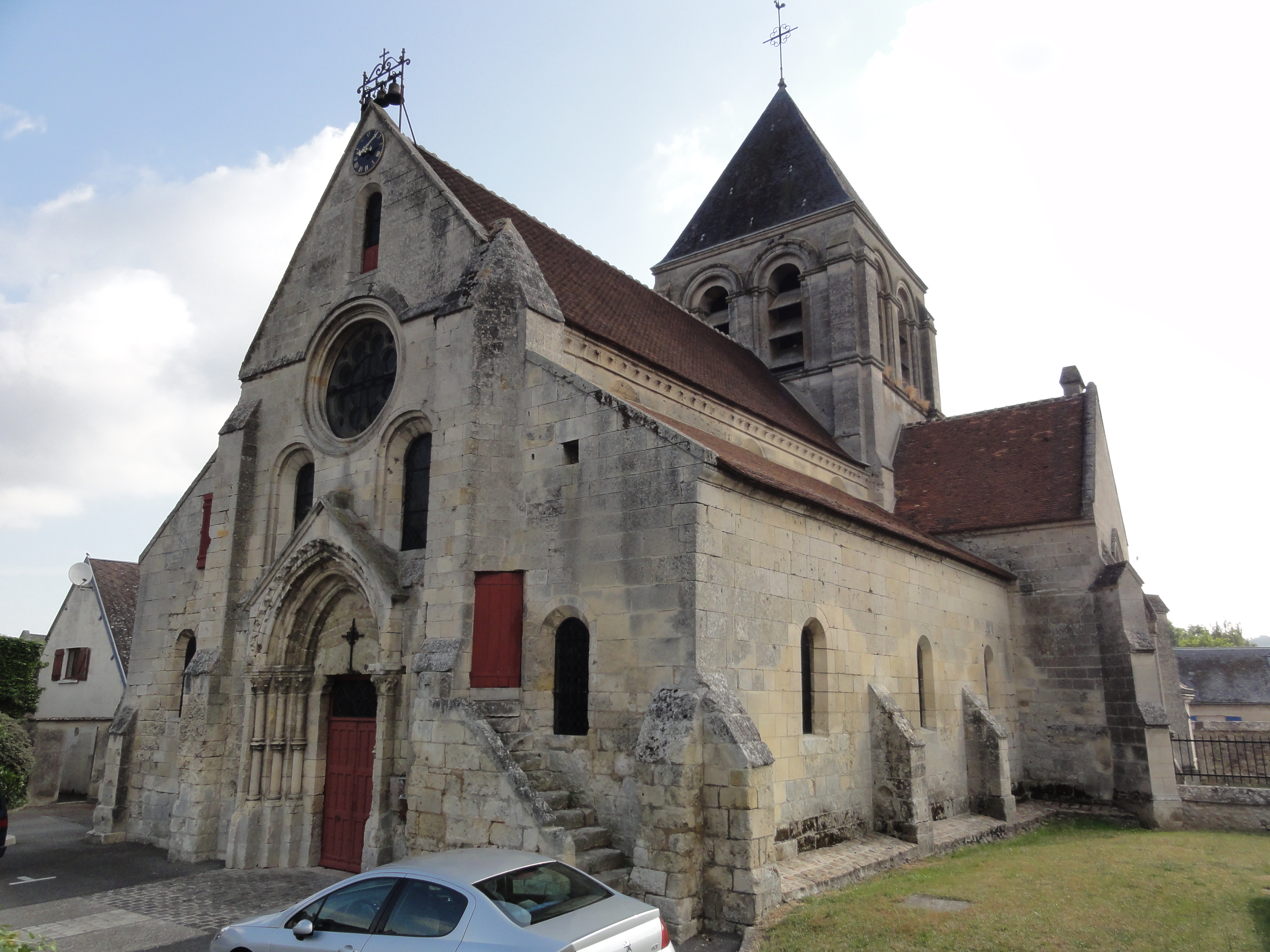
Kirche Saint-Georges